# Bath (North Carolina)
Bath ist eine Town in Beaufort County und die älteste Stadt des Bundesstaates North Carolina in den Vereinigten Staaten. Sie wurde 1705 von dem britischen Entdecker John Lawson gegründet und hat 275 Einwohner (2000).
Zur Zeit der Piraterie in der Karibik (16. bis 18. Jahrhundert) war sie ein wichtiger Anlaufpunkt für den Piraten Blackbeard. Dieser stand dort unter dem Schutz des damaligen Statthalters Charles Eden.